# Casa d'Alboquers
La Casa d'Alboquers és un edifici de Sant Bartomeu del Grau (Osona) inclòs a l'Inventari del Patrimoni Arquitectònic de Catalunya.

## Descripció
Es tracta d'un edifici de planta rectangular amb el teulat a doble vessant. Els murs són fets de pedres irregulars i morter. La construcció està realitzada en diferents etapes. Algunes de les obertures presenten llindes de pedra, mentre que altres són de fusta o de maons. En el mur sud de la casa hi ha uns contraforts fets el 1965. Actualment la casa està deshabitada donat el seu mal estat de conservació.